# Czy da się kochać
Czy da się kochać – piosenka i singel Ani Rusowicz zapowiadający jej nowy album. Artystka sama napisała i wyprodukowała utwór, samodzielnie wydała singel w formie cyfrowej 3 października 2015. Do utworu powstał kontrowersyjny teledysk opublikowany 14 października 2015 w serwisie YouTube, wyreżyserowany przez Ludmiłę i Tomasza Antosików. Nominacja do nagrody w kategorii reżyserskiej 24. edycji Festiwalu Polskich Wideoklipów Yach Film okazała się zwycięska.

## Notowania
- Lista przebojów z charakterem RDC: 5[5]
- Lista Przebojów Radia Merkury: 8[6]
- Lista Przebojów Trójki: 17[7]
- Lista Przebojów Radia PiK: 19[8]

## Skład
- Ania Rusowicz - wokal
- Ritchie Palczewski - gitara
- Łukasz Jakubowicz - instrumenty klawiszowe
- Hubert Gasiul - perkusja
- Michał Burzymowski - gitara basowa